# Michael Hinz

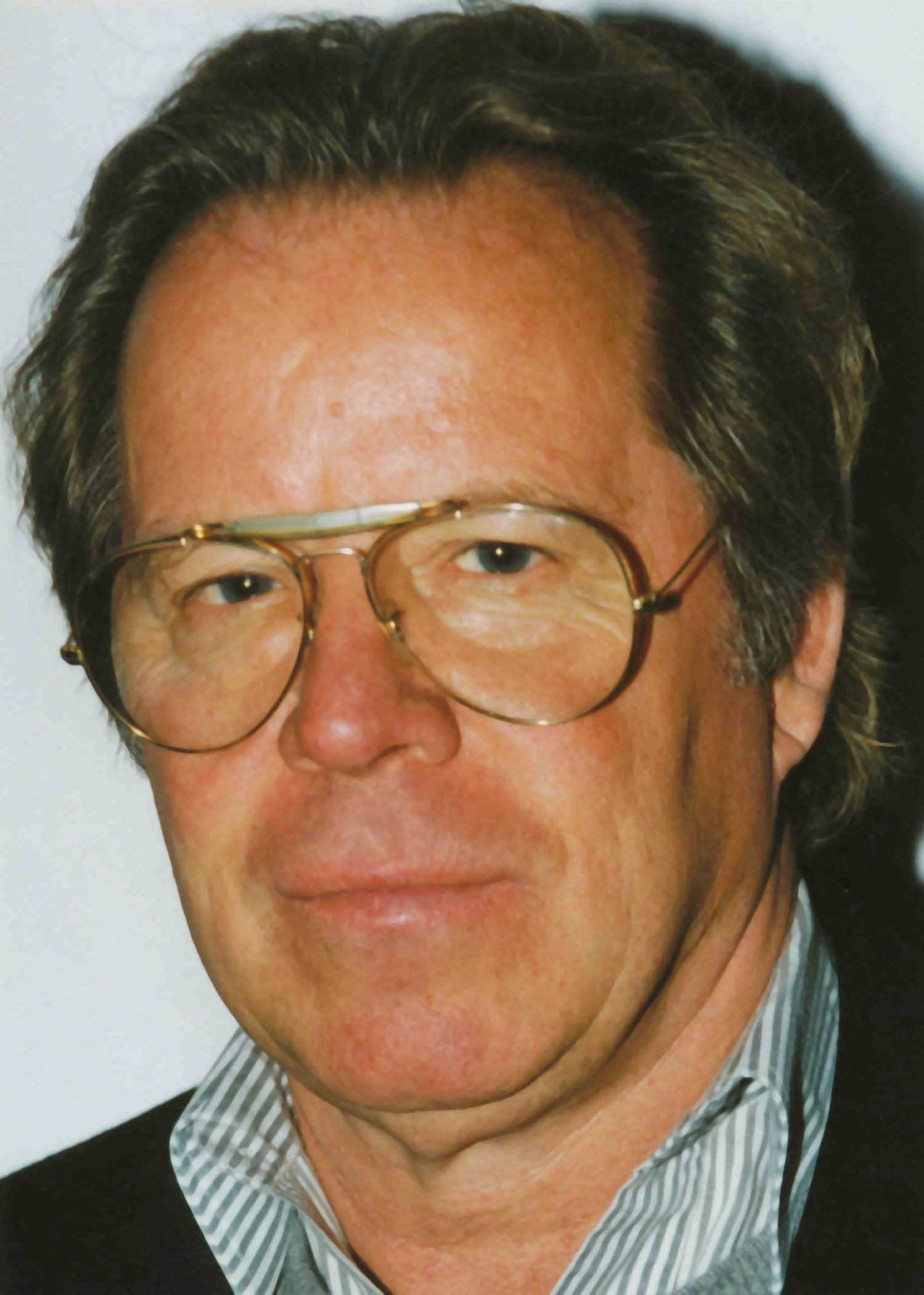

Michael Hinz (* 28. Dezember 1939 in Berlin; † 6. November 2008 in München) war ein deutscher Theater- und Filmschauspieler.

## Leben
Als Sohn des Schauspielerehepaars Werner Hinz und Ehmi Bessel wuchs Michael Hinz zusammen mit seinem Bruder Knut und seiner Halbschwester Dinah in Berlin und Hamburg auf. In Hamburg ließ sich Hinz an der Hochschule für Musik und darstellende Kunst zum Theaterschauspieler ausbilden. 1958 gab er sein Bühnendebüt bei Willy Maertens am Hamburger Thalia-Theater und ein Jahr später hatte er in dem preisgekrönten Anti-Kriegsfilm Die Brücke seine erste Filmrolle und wurde bundesweit bekannt. In dem 1963 erschienenen Kriminaldrama Das Feuerschiff nach einem Buch von Siegfried Lenz spielte er unter der Regie von Ladislao Vajda die Rolle des Fred Freytag, des Sohns des von James Robertson Justice verkörperten Kapitäns. Für seine Darstellung wurde er mit dem Filmband in Gold als bester Nachwuchsdarsteller ausgezeichnet.
Ab Dezember 1972 verkörperte Hinz in der Sportserie Fußballtrainer Wulff, der von Horst Niendorf gespielt wurde, den Spieler Herbert Falke. Michael Ande war ebenfalls als Spieler mit von der Partie. In den 1977 erstmals ausgestrahlten 13 Folgen der Familienserie Eichholz & Söhne spielte Hinz zusammen mit seinem Vater Werner und seinem Bruder Knut. Auch in der Serie waren sie Vater und Sohn beziehungsweise Brüder. Daran schloss sich die englische Kinderserie Fünf Freunde nach Enid Blyton an, in der Hinz in 25 Folgen Quentin Kirrin, den Vater des Mädchens Georgina, das viel lieber ein Junge wäre, und Onkel der Geschwister Anne, Julian und Dick, spielte.  
Beim Theater war Hinz am Deutschen Theater Göttingen (1961/62), an den Hamburger Kammerspielen, am Frankfurter Fritz Rémond Theater, am Ernst-Deutsch-Theater in Hamburg, an der Kleinen Komödie in München sowie auf zahlreichen Tourneen aktiv.
In erster Ehe war Hinz mit der Schauspielerin Ingrid van Bergen verheiratet. Die gemeinsame Tochter Carolin van Bergen, die 1990 starb, war ebenfalls Schauspielerin. Im Jahr 1967 lernte Hinz bei den Dreharbeiten zur Fernsehserie Hauptstraße Glück Viktoria Brams kennen, die er ein Jahr später heiratete. Aus der Ehe gingen zwei Kinder hervor.
Nach einem Schlaganfall lag Hinz bis zu seinem Tod mit 68 Jahren im November 2008 mehrere Wochen im Koma. Seine Urne wurde auf dem Münchner Westfriedhof beigesetzt.

## Theater
- Geronimo und die Räuber (1966)
- Leben wie die Fürsten (1966)
- Oblomows Liebe (1976)
- Die Traumfrau (1978)
- Die Kette (1977)

## Filmografie (Auswahl)
- 1959: Die Brücke
- 1960: Geständnis einer Sechzehnjährigen
- 1960: Lampenfieber
- 1960: Das Erbe von Björndal
- 1960: Gustav Adolfs Page
- 1961: Und sowas nennt sich Leben
- 1961: Liebe, Freiheit und Verrat (Legge di guerra)
- 1961: Toller Hecht auf krummer Tour
- 1962: Der längste Tag (The Longest Day)
- 1962: Ich bin auch nur eine Frau
- 1962: Das Feuerschiff
- 1963: Es war mir ein Vergnügen
- 1963: Jack und Jenny
- 1963: Stadtpark
- 1964: Lana – Königin der Amazonen
- 1965: Tante Frieda – Neue Lausbubengeschichten
- 1966: Onkel Filser – Allerneueste Lausbubengeschichten
- 1966: Katz und Maus
- 1969: Der verlogene Akt
- 1970: The Last Escape
- 1972: Quante volte… quella notte
- 1972: Beichtet Freunde, Halleluja kommt (Il West ti va stretto, amico… è arrivato Alleluja)
- 1972: Trauma
- 1972: Mit dem Strom
- 1973: Geh, zieh dein Dirndl aus
- 1973: Tod eines Fremden
- 1974: Magdalena – vom Teufel besessen
- 1975: LH 615 – Operation München
- 1977: Die Kette (TV-Zweiteiler nach Francis Durbridge)
- 1983: Tod des Mario Ricci (La mort de Mario Ricci)
- 1991: Ausgetrickst

## Fernsehserien
- 1965, 1970: Das Kriminalmuseum – Folgen Die Ansichtskarte; Wer klingelt schon zur Fernsehzeit
- 1968: Hauptstraße Glück (13 Folgen)
- 1969: Pater Brown (Folge Der Fluch des Buches)
- 1969, 1971, 1974: Der Kommissar (3 Folgen)
- 1971: Frei nach Mark Twain (Folge So was nennt man Glückspilz)
- 1972, 1973: Fußballtrainer Wulff (6 Folgen)
- 1972: Die merkwürdige Lebensgeschichte des Friedrich Freiherrn von der Trenck (Serie)
- 1973: Die merkwürdige Lebensgeschichte des Friedrich Freiherrn von der Trenck (Folge Auf der Flucht)
- 1974: Okay S.I.R.  (Folge Ein Motiv im Hintergrund)
- 1974: Der Kommissar  (Folge Sein letzter Coup)
- 1976: Inspektion Lauenstadt (Folge Erben)
- 1976: Der Anwalt (Folge Hausbesetzung)
- 1976, 1986: Derrick (Folgen Tote Vögel singen nicht; Entlassen Sie diesen Mann nicht!)
- 1977, 1978: Eichholz & Söhne (gemeinsam mit Vater Werner und Bruder Knut Hinz)
- 1978: Die Grashüpfer – Ritter der Lüfte (Miniserie, als Hauptmann Werner in 6 Folgen)
- 1978, 1979: Fünf Freunde (engl. Kinderserie; als Quentin Kirrin in 25 Folgen)
- 1978–1987: SOKO 5113 (14 Folgen)
- 1979, 1988: Der Millionenbauer (4 Folgen)
- 1981: Der Gerichtsvollzieher (Folge Der gepfändete Fischteich)
- 1982: Ein Fall für zwei (Folge Tollwut)
- 1985: Ein Fall für zwei (Folge Der Versager)
- 1987: Die glückliche Familie
- 1989: Forsthaus Falkenau (4 Folgen)
- 1990: Heidi und Erni (Folge Wahnsinnig romantisch)
- 1992: Der Landarzt (Folgen Der Tod des Dr. Mattiesen; Mutterschaft)
- 1993: Happy Holiday (Folge Schachmatt)
- 1994: Florida Lady (Folgen Lauf dem Leben nicht davon; Der verlorene Sohn)
- 1996: Wildbach (Folge Die zweite Chance)
- 1996: Der König (Folge Ein fauler Apfel)
- 1997, 1998: Aus heiterem Himmel (4 Folgen)
- 2000–2003: Bei aller Liebe (4 Folgen)
- 2004: Unser Charly (Folge Charly  und Johnny)
- 2004: Der letzte Zeuge (Folge Die Frösche, die Kinder, der Tod)
- 2005–2008: Fünf Sterne (als Butler Domröse in 31 Folgen)
- 2008: In aller Freundschaft (Folge Augenblick der Liebe)
- 2008: Der Bergdoktor (Folge Familienbande)

## Synchronisation
Als Synchronsprecher lieh er u. a. Jeff Goldblum (Bradburys Gruselkabinett) und Scott Wilson (Kaltblütig) seine Stimme.

## Auszeichnungen
- Berliner Senatspreis (1959)
- Berliner Kunstpreis (1960), Kategorie "Film – Hörfunk – Fernsehen", Förderungspreis
- Bundesfilmpreis als bester Nachwuchsschauspieler für Das Feuerschiff (1963)